# Sexchikane
 For alternative betydninger, se Sexchikane (sang).
Sexchikane eller seksuel krænkelse er en form for chikane eller krænkelse, der har seksuelle overtoner, herunder uvelkomne berøringer og upassende tilbud om belønninger i bytte for seksuelle tjenester. Seksuel chikane og krænkelse omfatter en række forskellige handlinger, der strækker sig fra verbale grænseovertrædelser til seksuelt misbrug eller overgreb. Chikane og krænkelse kan forekomme i mange forskellige sociale sammenhænge såsom arbejdspladsen, hjemmet, skolen, kirken osv. Chikanens og krænkelsens ofre kan være af begge køn.

## Definition af sexchikane og seksuel krænkelse
Seksuel chikane er en type chikane, hvor den krænkende handling hovedsageligt har seksuel karakter. En seksuel krænkelse består i, at en eller flere personer tvinger eller lokker en eller flere andre personer til seksuelle handlinger. Seksuelt overgreb er et overgreb, hvor en eller flere personer udsættes for seksuel krænkelse.

## Internationale forhold

### Juridiske forhold i Forenede Nationer (FN) og Europæiske Union (EU)
FN forstår kampen mod seksuel chikane som en vigtig del af konventionen mod diskrimination af kvinder. Konventionen er fra 1979 og hedder Convention on the Elimination of All Forms of Discrimination against Women. Heri lægges der især vægt på at forstå seksuelle krænkelser som seksuelle tilnærmelser og lignende, der forstås som uvelkomne af kvinder.
I EU har seksuelle krænkelser været genstand for særlige direktiver siden 1976. Kampen mod seksuelle krænkelser forstås som en del af bestræbelserne for ligestilling i Europa. Herunder opfattes seksuelle krænkelser som enhver form for uønsket seksuel adfærd. Ifølge det opfølgende direktiv 2002/73/EC skal seksuel chikane og krænkelse forstås som en form for diskrimination, der skal være forbudt i EU.

### #MeToo og #HimToo
I oktober 2017 blev hashtaget #MeToo voldsomt udbredt over hele kloden, efter at en skuespiller havde offentliggjort en historie om hendes oplevelser med en filmproducent i Hollywood. Herefter har tusindvis af personer skrevet om deres egne oplevelser om sex-chikane og -overgreb på #MeToo.
I 2018 opstod #HimToo, som ikke mindst var en reaktion på mænd, der blev udsat for falske anklager om at have begået voldtægt. HimToo har haft en mindre udbredelse end #MeToo, men har sat fokus på, at også mænd bliver udsat for krænkelser og overgreb.

## I Danmark

### Danske regler
Sexchikane defineret i Ligebehandlingslovens § 1, stk. 6 og ligestillingslovens § 2a, stk. 3:
Der foreligger sexchikane, når der udvises enhver form for uønsket verbal, ikkeverbal eller fysisk adfærd med seksuelle undertoner med det formål eller den virkning at krænke en persons værdighed, navnlig ved at skabe et truende, fjendtligt, nedværdigende, ydmygende eller ubehageligt klima.
Ligebehandlingsloven dækker sexchikane på arbejdsmarkedet. Ligestillingsloven dækker sexchikane i det øvrige samfund.
På arbejdsmarkedet er sexchikane forbudt. Bliver en arbejdstager udsat for sexchikane, kan han eller hun kræve en godtgørelse fra den person, der har udøvet sexchikanen. En arbejdsgiver kan blive ansvarlig for sexchikane udøvet af en ansat, hvis arbejdsgiveren ikke griber ind, så snart vedkommende bliver bekendt med sexchikanen. Arbejdsgiveren kan imidlertid ifølge retspraksis også blive ansvarlig for den udførte sexchikane, selvom arbejdsgiveren ikke er bekendt med denne jf. fx Vestre Landsrets dom af 28. januar 2015.
Forebyggelse af sexchikane indgår i arbejdspladsens arbejdsmiljøarbejde. Udenfor arbejdsmarkedet er sexchikane også forbudt. Alle, der bliver udsat for sexchikane, kan rejse krav om godtgørelse mod den, der har udøvet sexchikanen. Erstatningen for at udøve sexchikane ligger på omkring 24.000 kr. og har ikke ændret sig eller fulgt den generelle prisudvikling siden starten af 1990'erne. Havde beløbet fulgt prisudviklingen ville erstatningerne i stedet ligge omkring 40.000 kr.

### Særlige forhold ved debatten i Danmark
Seksuel chikane og krænkelse har været meget diskuteret i Danmark, både for og imod. Ifølge forsker Kenneth Reinicke har debatten i Danmark været særligt kendetegnet ved, at enkelte kendte mænd har forsøgt at bagatallisere seksuel chikane som et problem eller forsvare krænkelser. Herunder kritiserede debattøren Anders Fogh Jensen i 2018 MeToo for ikke at respektere mandens seksuelle natur. Det fremkaldte vrede modreaktioner på sociale medier, og Jensen blev beskyldt for at ville forsvare retten til at sexkrænke.